# معين السيرة (جبل)
جبل معين السيرة هو جبل صغير في تهامة في ديار قبيلة بلقرن في محافظة العرضيات في منطقة مكة المكرمة في المملكة العربية السعودية، ويقع جنوب غربي قرى فرعة بني سهيم فاصلاً بينهم وبين قبيلة غامد الزناد.